# Eisenberg (Turingia)
Eisenberg è una città della Turingia, in Germania.
È il capoluogo, e il centro maggiore, del circondario della Saale-Holzland.
Svolge il ruolo di "comune amministratore" (Erfüllende Gemeinde) nei confronti di comuni di Gösen, Hainspitz, Mertendorf, Petersberg e Rauschwitz.

## Gemellaggi[2]
- Eisenberg (Pfalz)
- Menden (Sauerland)
- Soissons
- Stadthagen